# Toriello-Syndrom
Die Toriello-Syndrom ist eine sehr seltene angeborene Form der Frontonasalen Dysplasie.
Synonyme sind: Akromele Frontonasale Dysplasie; englisch Acromelic frontonasal dysostosis
Die Bezeichnung bezieht sich auf die Erstautorin der Erstbeschreibung aus dem Jahre 1986 durch Helga V. Toriello und Mitarbeiter.
Das Syndrom ist nicht zu verwechseln mit dem Toriello-Carey-Syndrom mit multiplen Anomalien, kraniofazialen Dysmorphien, Hirnfehlbildungen, Schluckschwierigkeiten, Herzfehler und Muskelhypotonie.

## Verbreitung
Die Häufigkeit wird mit unter 1 zu 1.000.000 angegeben, die Vererbung erfolgt autosomal-dominant.

## Ursache
Der Erkrankung liegen Mutationen im ZSWIM6-Gen auf Chromosom 5 Genort q12.1 zugrunde (Zinc Finger Swim Domain-Containing Protein 6).

## Klinische Erscheinungen
Klinische Kriterien sind:
- Gesichtsauffälligkeiten wie große Fontanelle, Hypertelorismus, gespaltene oder breite Nasenspitze, Brachyzephalie, Dysraphie der Gesichtsmitte
- Fehlbildungen im Gehirn wie Corpus-callosum-Agenesie, Lipome zwischen den Hirnhälften, Enzephalozele oder Meningozele
- Skelettfehlbildungen wie Aplasie oder Hypoplasie des Schienbeines, Klumpfuß, Polydaktylie, verdickte Zehennägel im Grosszeh
- Geistige Behinderung

Hinzu können Anophthalmie, Myopie, Hypopituitarismus und Kryptorchismus kommen.